# Escaping My Stalker
Escaping My Stalker è un film televisivo del 2020, diretto da Linden Ashby.

## Trama
La vita della diciassettenne ragazza di strada Taylor cambia completamente quando viene adottata da Larry e Sandy Stewart che gestiscono un rifugio per le persone bisognose. Un giorno, però, un aggressore irrompe nella loro casa e ferisce gravemente suo padre. Taylor decide di ritornare nei pericolosi vicoli di Los Angeles per scoprire l'identità del criminale.